# Aimé Césaire
Aimé Fernand David Césaire (født 26. juni 1913, død 17. april 2008) var en fransk forfatter og politiker fra Martinique. Han var borgmester i øens hovedby Fort-de-France i perioden 1945-2001, men var derudover kendt som forfatter af især digte og skuespil, hvor han viste bevidsthed om sine sorte rødder. Han skabte sammen med Léopold Sédar Senghor – senere præsident i Senegal – begrebet négritude, der drejer sig om at være stolt af at være sort.

## Biografi
Aimé Césaire var søn af en tjenestemand og en syerske, og det lå derfor ikke lige for, at han skulle få en akademisk fremtid. Men han kom i gymnasiet og viste store evner. Det var i den periode, at han begyndte at skrive digte og skuespil. Hans evner bragte ham til Paris i 1931, hvor han blandt andet mødte Léopold Sédar Senghor og Léon Damas, der stammede fra Fransk Guyana og ligeledes var sort. De tre grundlagde i 1934 tidsskriftet L'Étudiant Noir (Den sorte student), og det var heri, ordet négritude første gang kunne ses.
I 1936 påbegyndte han sit lange digt Cahier d'un retour au pays natal (Kladde til en tilbagevenden til mit hjemland), der blev udgivet i 1939. I 1937 var han blevet gift med Suzanne Roussi, og parret vendte i 1939 tilbage til Martinique, hvor Césaire fik job som gymnasielærer i Fort-de-France. Under anden verdenskrig fortsatte han sin digtervirksomhed, lige som han sammen med sin hustru grundlagde et nyt tidsskrift, Tropiques, der søgte at give stemme til en national kultur på Martinique. I den sammenhæng stødte han ofte mod censuren, men fortsatte stædigt sin kamp.
Efter krigen blev Césaire valgt til borgmester i hovedbyen samt deputeret til den franske nationalforsamling. I sidstnævnte egenskab var han i 1946 med til at gøre de franske oversøiske kolonier til departementer på linje med hovedlandets. Denne rolle blev siden upopulær blandt kræfter, der heller så uafhængighed til kolonierne.
I sin ungdom var Césaire som en række andre franske intellektuelle beundrer af Sovjetunionens system, som han anså for at være vejen frem for menneskeheden. Men senere mistede han tiltroen til dette styre, og efter Sovjetunionens hårdhændede nedkæmpning af opstanden i Ungarn i 1956 meldte Césaire sig ud af det franske kommunistparti. I stedet grundlagde han et par år senere et parti i Martinique, Parti Progressiste Martiniquais.
Gennem årene afspejlede hans forfattervirksomhed hans kamp mod racisme og øvrige sociale engagement. Han forblev borgmester, til han lod sig pensionere i 2001, og hans status på øen var enestående. Således besøgte alle betydende franske politikere ham, når de var på øen. En markant undtagelse indtraf, da den daværende indenrigsminister, Nicolas Sarkozy, i 2005 ville møde ham. Imidlertid havde Sarkozy forsøgt at gennemtrumfe en lov, der ville gøre det obligatorisk for lærere og undervisningsmateriale også at påpege kolonialismens positive effekter. Dette var Césaire stærkt imod, hvilket han markerede ved at nægte at møde Sarkozy.
Aimé Césaires død blev markeret med en statsbegravelse, hvor blandt andet også Sarkozy (nu præsident) var til stede. En række politikere havde foreslået, at han skulle begraves i Paris, men familien insisterede på, at begravelsen skulle finde sted på hans fødeø.

### Poesi
- Cahier d'un retour au pays natal (1939)
- Armes miraculeuses (1946)
- Soleil cou coupé (1948)
- Corps perdu (1950)
- Ferrements (1960)
- Cadastre (1961)
- Moi, laminaire (1982)

### Skuespil
- Et les chien se taisaient (1958)
- Le tragédie du roi Christophe (1963)
- Une saison au Congo (1966)
- Une tempête (1969, en bearbejdelse af William Shakespeares Stormen)

## Hædersbevisninger
- Martiniques lufthavn skiftede i 2007 officielt navn til Aéroport international Martinique Aimé Césaire.